# Lembophyllum
Lembophyllum là một chi rêu trong họ Lembophyllaceae.